# Nesticella chillagoensis
Nesticella chillagoensis là một loài nhện trong họ Nesticidae.
Loài này thuộc chi Nesticella. Nesticella chillagoensis được Jörg Wunderlich miêu tả năm 1995.